# Aurinia rupestris
Aurinia rupestris är en korsblommig växtart som först beskrevs av Michele Tenore, och fick sitt nu gällande namn av James Cullen och Theodore `Ted' Robert Dudley. Aurinia rupestris ingår i släktet praktstenörter, och familjen korsblommiga växter.

## Underarter
Arten delas in i följande underarter:
- A. r. cyclocarpa
- A. r. rupestris

## Bildgalleri

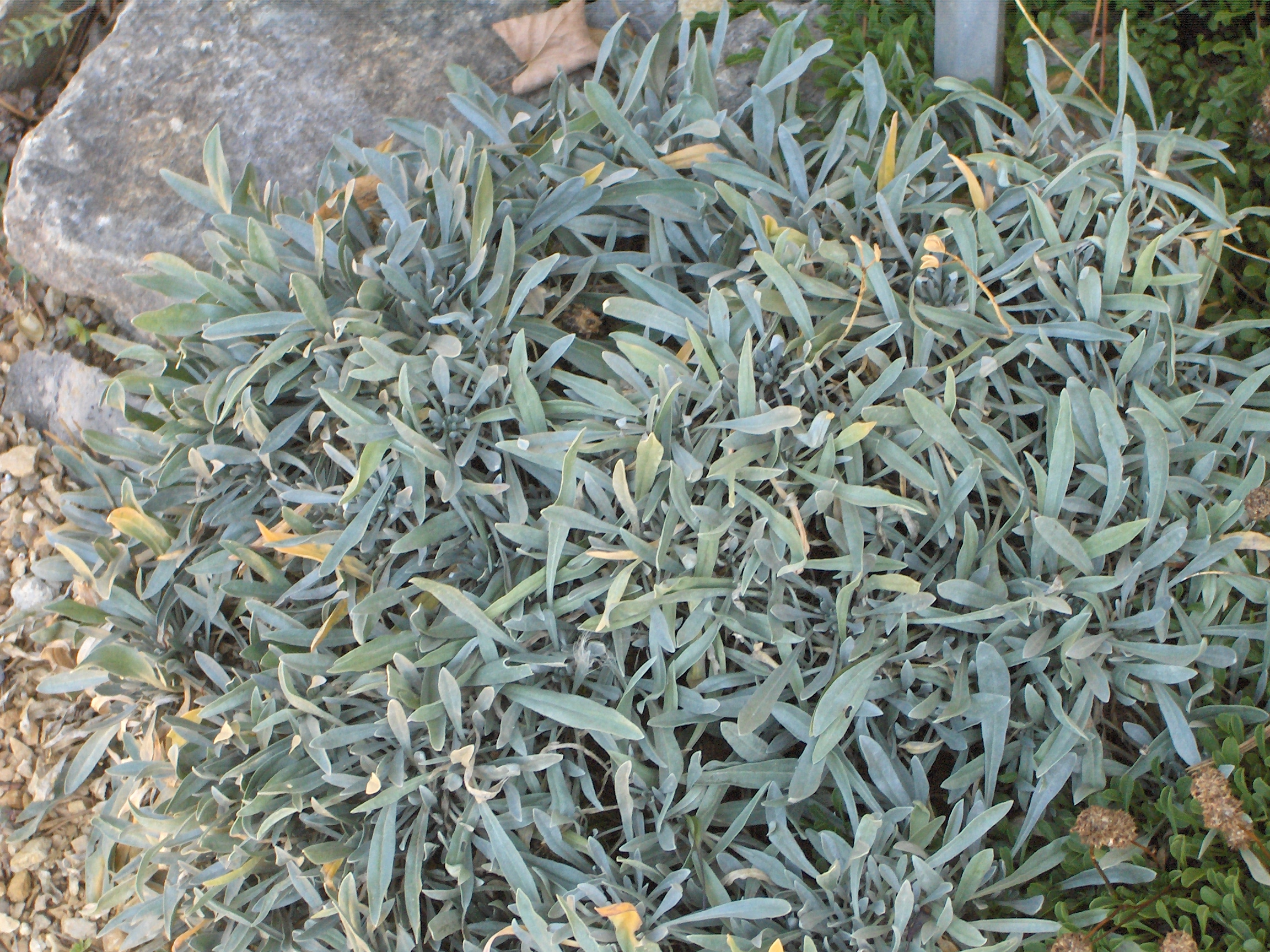